# Strontiumhydroxid
Strontiumhydroxid ist das Hydroxid des Erdalkalimetalls Strontium. Die Summenformel lautet Sr(OH)2.

## Darstellung
Strontiumhydroxid kann durch die Reaktion von Strontium mit Wasser dargestellt werden. Es entstehen Strontiumhydroxid und Wasserstoff.
{\displaystyle \mathrm {Sr+2\ H_{2}O\rightarrow Sr(OH)_{2}+H_{2}\uparrow } }
Des Weiteren wird Strontiumhydroxid unter starker Wärmeentwicklung durch die Reaktion von Strontiumoxid mit Wasser gebildet.
{\displaystyle \mathrm {SrO+H_{2}O\rightarrow Sr(OH)_{2}} }
Wegen seiner Schwerlöslichkeit kann das Octahydrat aus einem beliebigen Strontiumsalz (am besten dem Nitrat- oder Chloridsalz wegen ihrer hohen Löslichkeit) durch den Zusatz einer  starken  Base wie Natronlauge oder Kalilauge in einer wässrigen Lösungen durch Fällung dargestellt werden.
{\displaystyle \mathrm {Sr(NO_{3})_{2}\cdot 4H_{2}O+2\ KOH+4\ H_{2}O\rightarrow Sr(OH)_{2}\cdot 8H_{2}O+2\ KNO_{3}} }

## Eigenschaften
Das Salz bildet farblose, durchsichtige Kristalle. In der Kristallstruktur von Strontiumhydroxid ist jedes Sr2+-Ion von sieben OH−-Ionen in einem mittleren Abstand von 2,6 Ångström umgeben.
In Wasser gelöst ist Strontiumhydroxid eine mittelstarke Base. Es nimmt in diesem Zustand Kohlenstoffdioxid (CO2) aus der Luft unter Bildung von Strontiumcarbonat auf. Strontiumhydroxid ist leichter in Wasser löslich als die Hydroxide von Calcium und Magnesium. Es ist weniger toxisch als Bariumhydroxid.
Das Octahydrat kristallisiert im tetragonalen Kristallsystem in der Raumgruppe P4/ncc (Raumgruppen-Nr. 130) mit den Gitterkonstanten a = 901,7 pm und c = 1160,3 pm. Beim Erhitzen findet die Abgabe des Kristallwassers in drei Stufen statt – es bildet sich zuerst ein Hexahydrat, dann ein Monohydrat und schließlich das Anhydrat, das ebenfalls im tetragonalen Kristallsystem kristallisiert.

## Verwendung
Strontiumhydroxid ist ein Mittel zur Regulierung des pH-Werts in Haarentfernungsmitteln. Früher wurde Strontiumhydroxid in der Zuckerindustrie zur Reinigung der Melasse verwendet.